# بين ماير
بين ماير (بالإنجليزية: Ben F. Meyer)‏ (و. 1927 – 1995 م) هو مؤرخ، من كندا، توفي عن عمر يناهز 68 عاماً.

## التعليم
تعلم في الجامعة الغريغورية الحبرية.

## مناصب وهيئات
أدار جامعة ماكماستر.